# Château de Ratilly
Le château de Ratilly est un château situé sur le territoire de la commune de Treigny en Puisaye, dans le département de l'Yonne en Bourgogne, en France.

## Localisation
Le château est situé dans le sud du département français de l'Yonne, sur la commune de Treigny limitrophe au nord de la Nièvre. Il est proche du Loiret, à 12 km de Saint-Fargeau et 22 km au nord de la vallée de la Loire.
L'édifice est implanté au sommet d'un mamelon qui surplombe la vallée de la Vrille. L'altitude est de 270 mètres.
Le site est à proximité de la ligne de partage des eaux Seine-Loire. Les sources du Loing se trouvent à 4,9 km du château.

## Description
Le château est construit sur un plan philippien ; une enceinte à 6 tours délimite une cour rectangulaire, deux tours encadrent le pont levis. Tous les côtés sont occupés par des bâtiments. L'ensemble est ceint de douves asséchées. Deux vergers clos de murs bordent l'allée menant au château.
Le château a été transformé en lieu d'habitation à la Renaissance. La tour Sud-Ouest a été transformée en pigeonnier, un lanterneau en ardoise élevé au-dessus de l'entrée, des cheminées construites et des fenêtres ouvertes dans les murs des tours.

## Historique
Un premier édifice du XIe siècle aurait été rasé au cours des guerres féodales. Le château est cité dans un acte de 1160.
Le bâtiment actuel a été construit vers 1270 par Mathieu de Ratilly.
Au milieu du XIVe siècle, pendant la guerre de Cent Ans, le château héberge une bande de pillards.
La place devient à partir de 1567 un repaire des huguenots dans l'Auxerrois. En 1587, Mary du Puy s'installe à Ratilly après l'avoir restauré. Ses successeurs y accueillent en 1653 la Grande Mademoiselle.
Le domaine est plusieurs fois revendu au cours des XVIIIe et XIXe siècles. C'est Charles-Louis Vivien, qui à partir de 1849 entretient le château, en y plantant en particulier les vergers et en asséchant les douves.
Le château est enfin vendu en 1951 à Jeanne et Norbert Pierlot qui en font un atelier de poterie, un lieu de stages et un centre d'art contemporain privé.
L'édifice est inscrit au titre des monuments historiques en 1983.

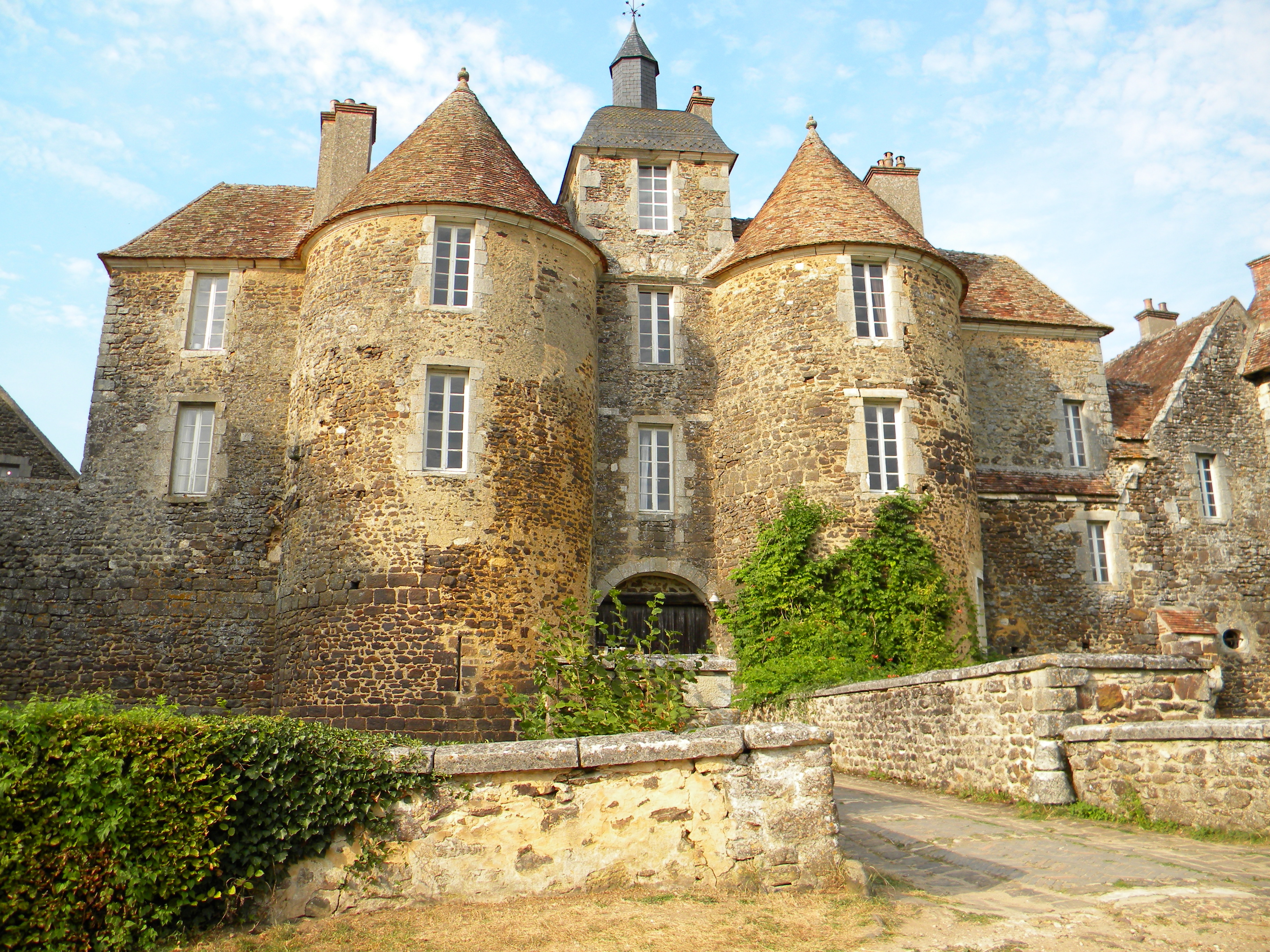
Façade.
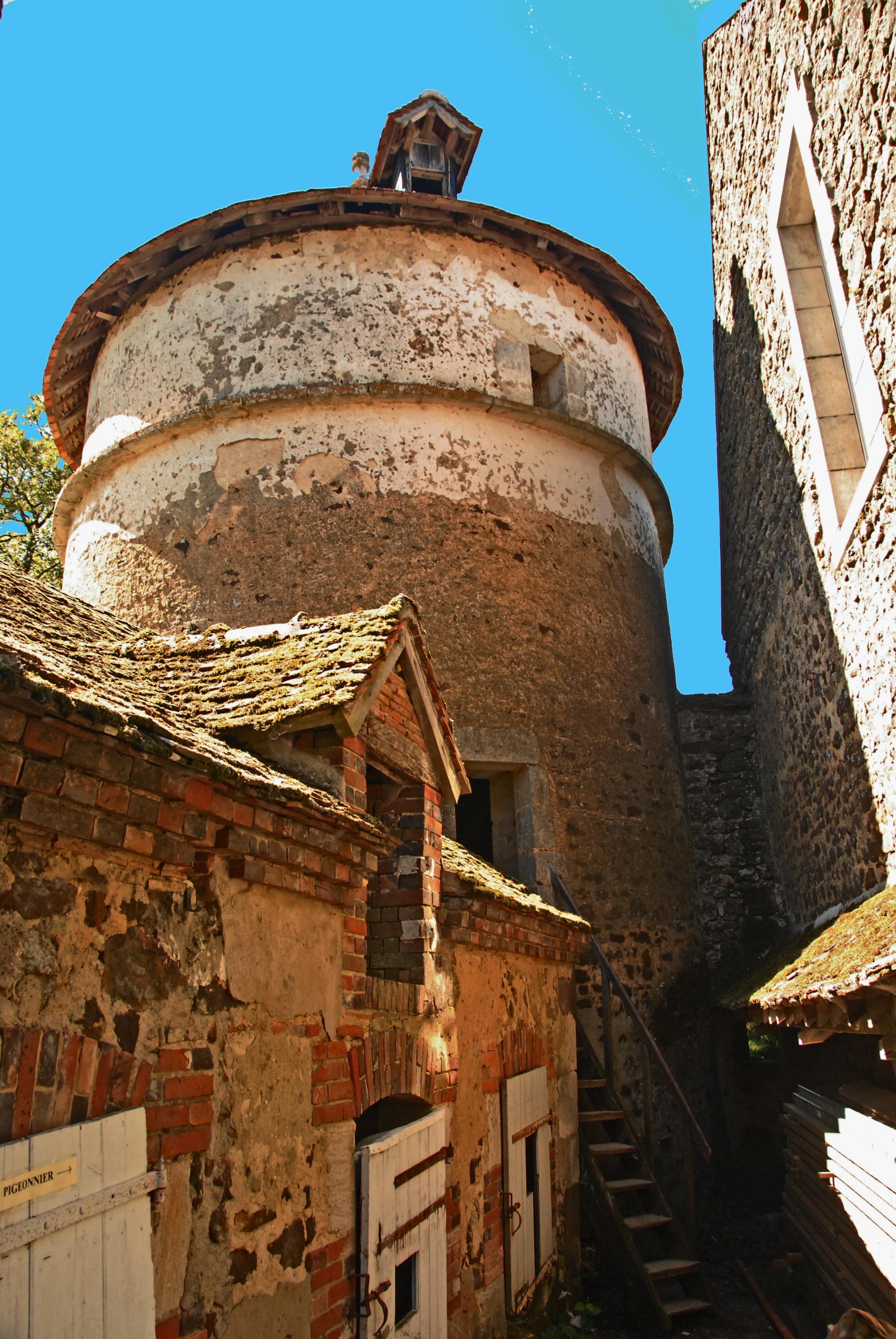
Tour sud-ouest, pigeonnier.
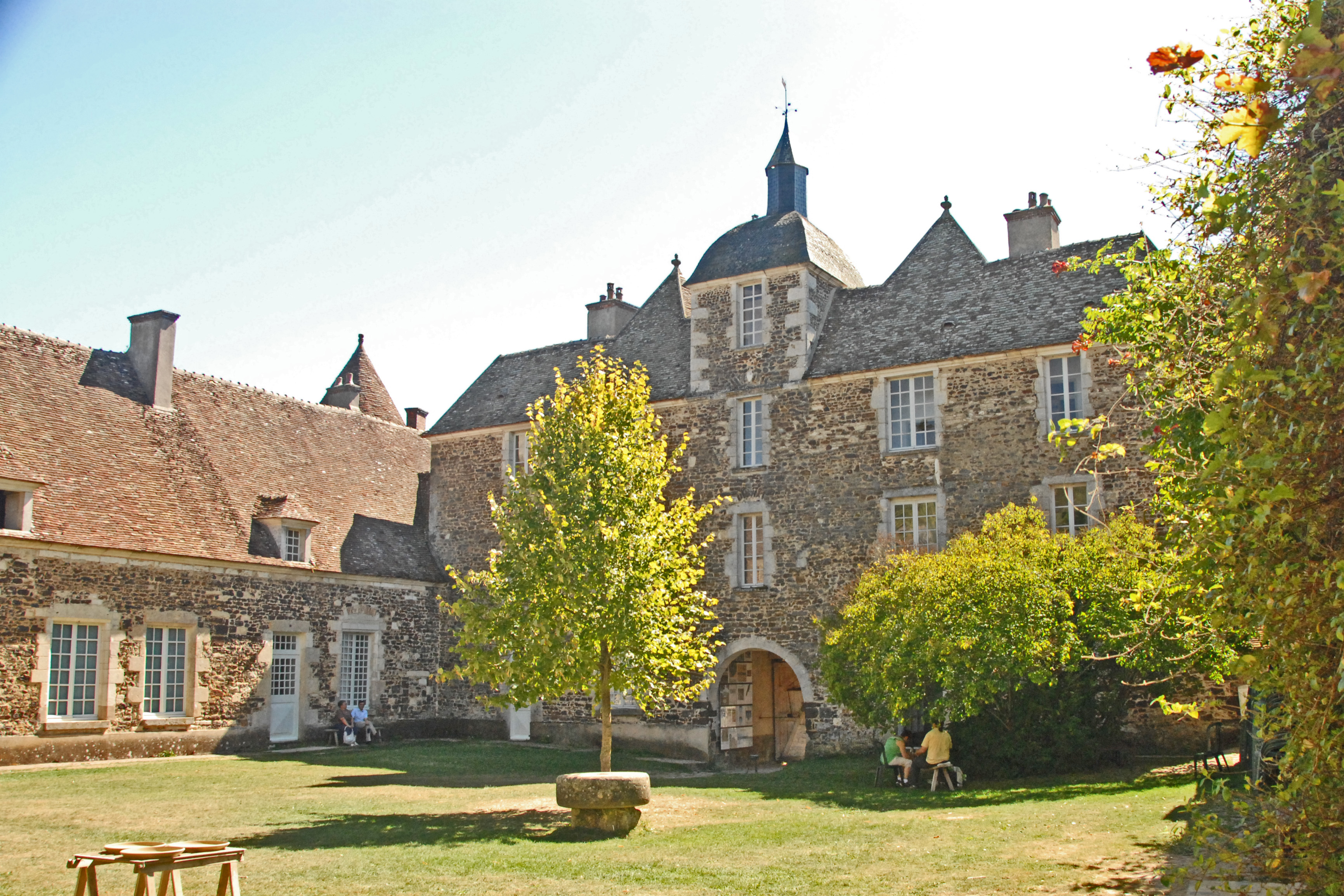
Cour intérieure, vers le sud.
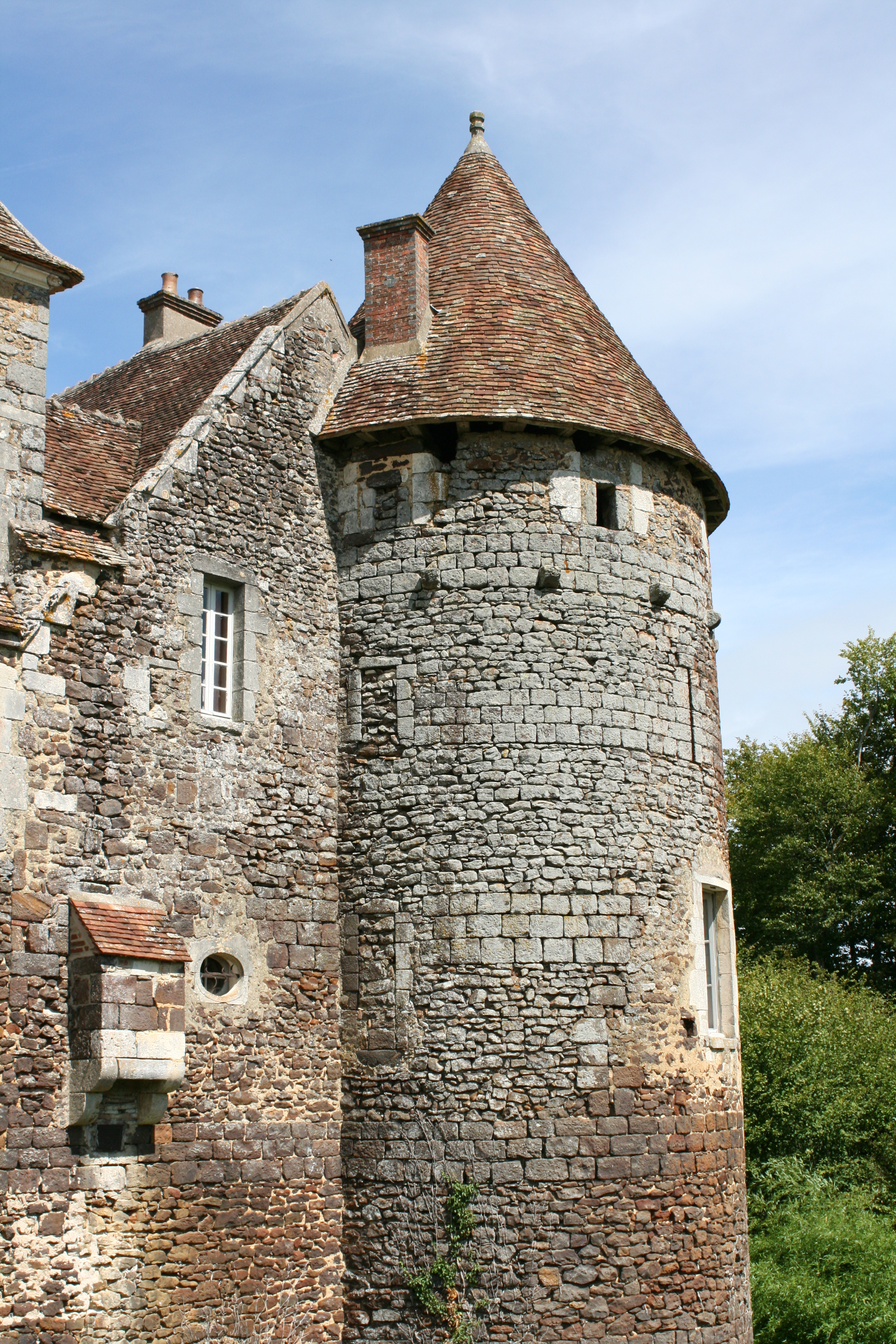
Tour sud-est.